# Alfameprodina
No confundir esta sustancia con la Alfaprodina (α-1,3-dimetil-4-fenil-4-propionoxipiperidina).
La alfameprodina es un opioide sintético, analgésico y narcótico de la familia de las fenilpiperidina. Químicamente es un diasteroisómero del analgésico meprodina, que a su vez es un análogo de la petidina (meperidina). Por esta línea, la alfameprodina está relacionada con la droga llamada prodina. Aunque existe otro diasteroisómero de la meprodina, la betameprodina, es el alfa el más ampliamente utilizado.

## Efectos secundarios
Los efectos secundarios pueden incluir picazón, náuseas y depresión respiratoria potencialmente grave que puede ser mortal.

## Información adicional
El alfameprodina y sustancias como la trimeperidina (CAS 64-39-1), betameprodina (CAS 468-50-8) y la proheptacina (CAS 77-14-5) tienen la misma fórmula molecular, pero son diferentes drogas.